# Edwiges Goulart Prieto
Edwiges Goulart Prieto (Horta, 27 de Julho de 1870 — Horta, 21 de Agosto de 1916) foi um advogado, professor liceal e político que, entre outras funções de relevo, foi governador civil do Distrito da Horta.